# Michał Skalski
Michał Skalski (ur. 8 maja 1985 w Łańcucie) – polski szachista, mistrz międzynarodowy od 2007 roku.

## Kariera szachowa
Pierwszy indywidualny sukces odniósł w 2005 r., zwyciężając w otwartym turnieju w Rudniku nad Sanem. W 2006 r. podzielił I m. w Tarnopolu (wspólnie z Aleksandrem Kaczurem), gdzie wypełnił pierwszą normę na tytuł mistrza międzynarodowego oraz w Rudniku nad Sanem (wspólnie z Wojciechem Morandą), podzielił także II m. w Iljiczewsku (druga norma MM). W 2007 r. odniósł kolejne sukcesy: w Rewalu (na turnieju Konik Morski Rewala) zdobył trzecią i ostatnią normę wymaganą do otrzymania tytułu mistrza międzynarodowego, zwyciężył w Rudniku nad Sanem, Pilźnie oraz w Ołomuńcu i pomiędzy lipcem 2007 r. a styczniem 2008 r. zanotował spektakularny przyrost rankingowy w wysokości 129 punktów.
Najwyższy ranking w dotychczasowej karierze osiągnął 1 stycznia 2008 r., z wynikiem 2459 punktów zajmował wówczas 34.miejsce wśród polskich szachistów.